# Lukas Grüner
Lukas Grüner (ur. 18 października 1981) – austriacki snowboardzista. Jego najlepszym wynikiem olimpijskim jest 6. miejsce w snowboardcrossie na igrzyskach w Vancouver. Na mistrzostwach świata jego najlepszym wynikiem jest 4. miejsce w slalomie równoległym na mistrzostwach w Madonna di Campiglio. Najlepsze wyniki w Pucharze Świata osiągnął w sezonie 2002/2003, kiedy to był trzeci w klasyfikacji generalnej.

## Sukcesy

### Igrzyska olimpijskie
| Miejsce | Dzień     | Rok  | Miejscowość | Konkurencja    | Zwycięzca    |
| ------- | --------- | ---- | ----------- | -------------- | ------------ |
| 19.     | 16 lutego | 2006 | Turyn       | Snowboardcross | Seth Wescott |
| 6.      | 15 lutego | 2010 | Vancouver   | Snowboardcross | Seth Wescott |

### Mistrzostwa Świata
| Miejsce | Dzień       | Rok  | Miejscowość          | Konkurencja       | Zwycięzca           |
| ------- | ----------- | ---- | -------------------- | ----------------- | ------------------- |
| 4.      | 26 stycznia | 2001 | Madonna di Campiglio | Slalom równoległy | Gilles Jaquet       |
| 7.      | 28 stycznia | 2001 | Madonna di Campiglio | Snowboardcross    | Guillaume Nantermod |
| 29.     | 19 stycznia | 2003 | Kreischberg          | Snowboardcross    | Xavier de le Rue    |
| 13.     | 16 stycznia | 2005 | Whistler             | Snowboardcross    | Seth Wescott        |
| 13.     | 14 stycznia | 2007 | Arosa                | Snowboardcross    | Xavier de le Rue    |
| 19.     | 16 stycznia | 2007 | Arosa                | Gigant równoległy | Rok Flander         |
| 8.      | 18 stycznia | 2007 | Kangwŏn              | Snowboardcross    | Markus Schairer     |

### Puchar Świata

#### Miejsca w klasyfikacji generalnej
- 1997/1998 - 127.
- 1998/1999 - 127.
- 1999/2000 - 90.
- 2000/2001 - 25.
- 2001/2002 - 8.
- 2002/2003 - 3.
- 2003/2004 - 7.
- 2004/2005 - -
- 2005/2006 - 17.
- 2006/2007 - 62.
- 2007/2008 - 75.
- 2008/2009 - 47.
- 2009/2010 - 95.

#### Miejsca na podium
1. Morzine – 14 stycznia 2001 (snowboardcross) - 2. miejsce
2. Bardonecchia – 19 stycznia 2002 (gigant) - 3. miejsce
3. Valle Nevado – 15 września 2002 (gigant równoległy) - 1. miejsce
4. Badgastein – 4 lutego 2003 (snowboardcross) - 2. miejsce
5. Berchtesgaden – 7 lutego 2004 (snowboardcross) - 2. miejsce
6. Valle Nevado – 18 września 2005 (snowboardcross) - 1. miejsce
7. Leysin – 1 lutego 2008 (snowboardcross) - 3. miejsce
8. Sunday River – 28 lutego 2009 (snowboardcross) - 2. miejsce

- W sumie 2 zwycięstwa, 4 drugie i 2 trzecie miejsca.